# Echelon-Antenne
Eine Echelon-Antenne ist eine Richtantenne, welche im Frequenzbereich von ca. 1 MHz bis ca. 1 GHz als Sende- und Empfangsantenne dient. Sie zählt zu der Gruppe der Langdrahtantennen und wurde im Jahre 1931 von Carter et al. unter der Bezeichnung  Antenna Model B erstmals beschrieben. Im Januar 1938 erfolgte eine weitere Beschreibung in der amerikanischen Amateurfunkfachzeitschrift Radio durch W2DFN.

## Aufbau und Beschreibung
Die Strahlungen zweier parallelen Langdrahtantennen, im Abstand von etwa λ/2 bzw. der halben Wellenlänge, die gegenphasig erregt werden, heben sich in der Richtung senkrecht zur Drahtebene auf. In der Drahtebene erreicht die Strahlung ein Maximum. Es ergeben sich vier Hauptkeulen bzw. zwei bidirektionale Hauptkeulen mit dem maximalen Wert der Strahlung in der Drahtebene.
Wenn ein Draht gegenüber dem anderen um einen bestimmten Betrag (S) verschoben wird, dann wird eine der beiden bidirektionale Hauptkeulen ausgelöscht.
In der Folge bleibt eine bidirektionale Hauptkeule übrig; nämlich die Hauptkeule, die in Richtung des weiter vorne liegenden Langdrahtes zeigt.
Berechnung der Echelon-Antenne:
D = Abstand zwischen den parallelen Antennendrähten in m
S = Verschiebung in m
f = Frequenz in MHz
α = Hauptstrahlwinkel in °
{\displaystyle D={\frac {150\cdot \sin \alpha }{f\cdot \sin \mathrm {2} \alpha }}}
{\displaystyle S={\frac {150\cdot \cos \alpha }{f\cdot \sin \mathrm {2} \alpha }}}